# Anolis rejectus
Anolis rejectus este o specie de șopârle din genul Anolis, familia Polychrotidae, descrisă de Orlando H. Garrido și Ernest Justus Schwartz în anul 1972. Conform Catalogue of Life specia Anolis rejectus nu are subspecii cunoscute.